# International Trail Running Association
Pour les articles homonymes, voir ITRA.
L’Association Internationale de Trail Running (en anglais : International Trail Running Association, ITRA) est  une association sportive internationale chargée de promouvoir et de développer le trail à travers le monde. Reconnue par World Athletics (anciennement IAAF), elle aide notamment au dialogue entre institutions nationales et internationales.

## Histoire
Afin de répondre à la popularité grandissante du trail et au besoin d'organisation des compétitions, différents acteurs de cette discipline (organisateurs, athlètes, fédérations...) se sont réunis à l'occasion des 1ères Assises Internationales du Trail, à Courmayeur en septembre 2012,. Ces assises donnent naissance en Juillet 2013 à l'ITRA (International Trail Running Association). En août 2015, le trail running est reconnu par l’IAAF comme discipline de l'athlétisme.
En avril 2020, Michel Poletti, annonce qu'il démissionne de l'ITRA, dont il était le Président depuis sa fondation, en 2013. L'Américain Bob Crowley prends alors la direction de l'ITRA avant de démissionner à son tour. Le 11 Septembre 2021, Janet Ng est élue présidente de l'ITRA. Sa réélection est confirmée lors d'un nouveau vote de l'assemblée générale, le 16 août 2023.

## Missions
L'ITRA a pour objectifs principaux de développer et promouvoir le trail comme un sport à part entière. Elle veille notamment à l'amélioration de la qualité des organisations, à la sécurité des participants, à la lutte conte le dopage,, au dialogue entre institutions nationales et internationales mais aussi au respect de certaines valeurs comme le respect de l'environnement ou la solidarité entre coureurs amateurs et professionnels.
L'ITRA propose un système d'évaluation des parcours de trails afin d'estimer leur difficulté selon la distance, les dénivelés positifs et négatifs retenus, par le biais du calcul suivant : distance en km + (dénivelé positif en mètres / 100). Le nombre obtenu est ensuite modulé en fonction du nombre de ravitaillements et de la présence ou non de boucle à répéter plusieurs fois. Cette formule permet de répartir les courses de trails en sept catégories de difficulté.  
C'est aussi un système de classement pour les trailers qui peuvent ainsi accéder à certaines courses en fonction de leurs résultats.  
Depuis 2015 et en partenariat avec l'IAU, l'ITRA co-organise les championnats du monde de trail. Lors d'une réunion entre les deux parties, il est notamment décidé que les championnats du monde incluront alternativement deux distances (50 km et 80 km). 
Cette mise en route d'un système d'évaluation soulève plusieurs questions dans un monde jusqu'à présent libre de tout règlement. Les avis sont partagés, sur ces évolutions mais l'IAAF cherche à structurer un sport qui se développe (en nombre de participants et de pratiquants) et qui bénéficie d'une couverture médiatique grandissante.

## Définition du trail
L'ITRA définit le trail comme un parcours de course à pied ouvert à tous qui se déroule dans un environnement naturel. En compétition la portion de route ne doit pas être supérieure à 20 % de la distance totale. Cette portion maximale peut évoluer lors de la mise en application de la règle 251 de l'IAAF. La course doit être balisée et respecter une certaine éthique sportive (fair-play, respect de l'environnement, solidarité...),.
Une classification des parcours est établie selon leur distance :
| Catégories | Points ITRA | Km-effort | Temps approximatif du gagnant* |
| ---------- | ----------- | --------- | ------------------------------ |
| XXS        | 0           | 0-24      | 1h00                           |
| XS         | 1           | 25-44     | 1h30 - 2h30                    |
| S          | 2           | 45-74     | 2h30 - 5h00                    |
| M          | 3           | 75-114    | 5h00 - 8h00                    |
| L          | 4           | 115-154   | 8h00 - 12h00                   |
| XL         | 5           | 155-209   | 12h00 - 17h00                  |
| XXL        | 6           | >=210     | > 17h00                        |

(*)  en considérant un athlète à un niveau international (Indice de Performance ITRA d'au moins 830). Le temps du gagnant est un temps indicatif.